# Marco Libardoni
Dom Marco Libardoni O.S.I. (Levico, Itália, 15 de maio de 1907 – Huari, Peru, 25 de outubro de 1966), foi um sacerdote católico ítalo-peruano, prelado de Huari e Bispo da Diocese de África.

## Histórico
Nasceu no dia 29 de junho de 1907, e Levico, uma comuna italiana. Ingressou no Seminário dos Oblatos de São Jose, sendo ordenado sacerdote em 29 de junho de 1940. Em janeiro de 1948 seguiu para o Peru, liderando o primeiro grupo de missionários da Ordem dos Oblatos naquele país. Exerceu suas funções em Cabana, Chimbote, Barranco e La Victoria. 
Em 1958, o Papa Pio XII o nomeu como primeiro prelado de Huari. Em 1 de novembro de 1964 foi consagrado Bispo. Participou do Concílio Vaticano II. Faleceu em 25 de outubro de 1966, aos 59 anos de idade, com 32 anos de vida religiosa, sendo 24 de sacerdócio, 6 como prelado e 2 como Bispo.
Em sua homenagem, uma escola peruana foi batizada como Cento Educativo Parroqual Monseñor Marco Libardoni.